# Himasthla elongata
Himasthla elongata är en plattmaskart som först beskrevs av Mehlis 1831.  Himasthla elongata ingår i släktet Himasthla, och familjen Echinostomatidae. Arten är reproducerande i Sverige.